# MTV Video Music Awards 1986
Gli MTV Video Music Awards 1986 sono stati la 3ª edizione dell'omonimo premio musicale. La cerimonia di premiazione si è tenuta il 5 settembre 1986 in varie località fra le quali le principali furono il Palladium di New York e l'Universal Amphitheatre di Los Angeles con collegamenti da Londra, Miami e New Haven e venne presentata da cinque dei più famosi VJ di MTV di allora: Downtown Julie Brown, Mark Goodman, Alan Hunter, Martha Quinn e Dweezil Zappa.

## Cerimonia
I più grandi vincitori della serata, e uno dei due artisti più nominati dell'anno, furono il gruppo norvegese a-ha, che vinse otto degli undici premi per i quali era in lizza. Il loro video per Take on Me ottenne sei premi su otto nomination, tra cui il Viewer's Choice (premio del pubblico), mentre The Sun Always Shines on T.V. vinse due premi su tre nomination. Money for Nothing dei Dire Straits ebbe anch'esso undici nomination e si aggiudicò due premi tra cui quello come Video dell'anno mentre Whitney Houston vinse il premio come Miglior video femminile per How Will I Know e Madonna il Video Vanguard Award.

### Esibizioni
- Robert Palmer
- The Hooters
- The Monkees
- 'Til Tuesday
- INXS
- Van Halen
- Mr. Mister
- Simply Red
- Whitney Houston
- Pet Shop Boys
- Tina Turner
- Genesis

## Vincitori e candidati
I vincitori sono indicati in grassetto.

### Video dell'anno
- Dire Straits - Money for Nothing
- a-ha - Take on Me
- Godley & Creme - Cry
- Robert Palmer - Addicted to Love
- Talking Heads - Road to Nowhere

### Miglior video di un artista maschile
- Robert Palmer - Addicted to Love

- Bryan Adams - Summer of '69
- Phil Collins - Take Me Home
- Bruce Springsteen - Glory Days
- Sting - If You Love Somebody Set Them Free

### Miglior video di un'artista femminile
- Whitney Houston - How Will I Know

- Kate Bush - Running Up That Hill
- Aretha Franklin - Freeway of Love
- Grace Jones - Slave to the Rhythm
- Tina Turner - We Don't Need Another Hero

### Miglior video di un gruppo
- Dire Straits - Money for Nothing

- a-ha - Take on Me
- INXS - What You Need
- The Rolling Stones - Harlem Shuffle
- Talking Heads - And She Was

### Miglior artista esordiente
- a-ha - Take on Me

- The Hooters - And We Danced
- Whitney Houston - How Will I Know
- Pet Shop Boys - West End Girls
- Simply Red - Holding Back the Years

### Miglior video concept
- a-ha - Take on Me

- Dire Straits - Money for Nothing
- Godley & Creme - Cry
- Talking Heads - And She Was
- Talking Heads - Road to Nowhere

### Miglior video svolta
- a-ha - Take on Me

- Pat Benatar - Sex as a Weapon
- Dire Straits - Money for Nothing
- X - Burning House of Love
- ZZ Top - Rough Boy

### Miglior esibizione sul palco in un video
- Bryan Adams & Tina Turner - It's Only Love

- Dire Straits - Money for Nothing
- Huey Lewis and the News - The Power of Love
- Robert Palmer - Addicted to Love
- Pete Townshend - Face the Face

### Miglior esibizione in un video
- David Bowie & Mick Jagger - Dancing in the Street

- Dire Straits - Money for Nothing
- Robert Palmer - Addicted to Love
- Bruce Springsteen - Glory Days
- Sting - If You Love Somebody Set Them Free

### Miglior regia
- a-ha - Take on Me (Steven Barron)

- Pat Benatar - Sex as a Weapon (Daniel Kleinman)
- Dire Straits - Money for Nothing (Steven Barron)
- X - Burning House of Love (Daniel Kleinman)
- ZZ Top - Rough Boy (Steven Barron)

### Miglior coreografia
- Prince & The Revolution - Raspberry Beret (Prince)

- Pat Benatar - Sex as a Weapon (Russell Clark)
- Morris Day - The Oak Tree (Russell Clark e Morris Day)
- Madonna - Dress You Up (Brad Jeffries)
- Madonna - Like a Virgin (live) (Brad Jeffries)

### Migliori effetti speciali
- a-ha - Take on Me (Michael Patterson e Candace Reckinger)

- Pat Benatar - Sex as a Weapon (Daniel Kleinman e Richard Uber)
- Dire Straits - Money for Nothing (Ian Pearson)
- X - Burning House of Love (Daniel Kleinman)
- ZZ Top - Rough Boy (Max Anderson e Chris Nibley)

### Miglior scenografia
- ZZ Top - Rough Boy (Ron Cobb)

- a-ha - The Sun Always Shines on T.V. (Stefan Roman)
- Pat Benatar - Sex as a Weapon (Daniel Kleinman)
- Dire Straits - Money for Nothing (Steven Barron)
- Honeymoon Suite - Feel It Again (David Brockhurst)

### Miglior montaggio
- a-ha - The Sun Always Shines on T.V. (David Yardley)

- Pat Benatar - Sex as a Weapon (Richard Uber)
- Dire Straits - Money for Nothing (David Yardley)
- X - Burning House of Love (Dan Blevins)
- ZZ Top - Rough Boy (Richard Uber)

### Miglior fotografia
- a-ha - The Sun Always Shines on T.V. (Oliver Stapleton)

- Pat Benatar - Sex as a Weapon (Peter Mackay)
- Joe Walsh - The Confessor (Jan Keisser e Ken Barrows)
- X - Burning House of Love (Ken Barrows)
- ZZ Top - Rough Boy (Chris Nibley)

### Miglior video scelto dal pubblico
- a-ha - Take on Me

- Dire Straits - Money for Nothing
- Godley & Creme - Cry
- Robert Palmer - Addicted to Love
- Talking Heads - Road to Nowhere

### MTV Video Music Award alla carriera
- Madonna
- Zbigniew Rybczyński

### Special Recognition Award
- Bill Graham
- Jack Healey (direttore esecutivo, Amnesty International)